# Atriplex patens
Atriplex patens är en amarantväxtart som först beskrevs av Dmitrij Litvinov, och fick sitt nu gällande namn av Modest Mikhaĭlovich Iljin. Atriplex patens ingår i släktet fetmållor, och familjen amarantväxter. Inga underarter finns listade i Catalogue of Life.